# Лечење пуштањем крви
Лечење пуштањем крви или пуштање крви  је древна терапијска метода којом се код пацијента спречавала или лечила болест. Пуштање крви, било од стране лекара или уз помоћ пијавица, било је засновано на древном систему медицине у коме су крв и друге телесне течности сматране „хуморима“ који морају да остану у одговарајућој равнотежи да би се одржало здравље. То је најчешћа медицинска пракса коју су хирурзи обављали од антике до касног 19. века, у распону од преко 2.000 година. С почетка 20. века пуштање крви као начин лечења почело је постепено да се напушта, али се још увек практикује у арапској и традиционалној кинеској медицини, док се у „западној“ медицини задржало за свега неколико индикација, иако су у 19. веку бројне студије указале не штетне последице пуштања крви.
Kада се говори о пуштању крви, у тексту ове странице не мисли се на узимање крви за лабораторијске и друге претраге, нити на узимање крви за потребе трансфузије или производње деривата крви, које је у савременој медицини не само потребно већ и неопходно,  и за које се користи термин флеботомија, већ се  мисли на пуштање крви или терапијску флеботомија које се примењивала или се још увек примењује у сврху лечења оболелих (односи на вађење јединице крви у специфичним случајевима као што су хемохроматоза, полицитемија, порфириа, итд., како би се смањио број црвених крвних зрнаца).
И док је ова пракса данас напуштена од стране модерне медицине за све осим за неколико веома специфичних медицинских стања,  традиционална медицинска пракса пуштања крви је и данс примењује, па се то сматра псеудонауком.
Такође треба напоменути са о пуштању крви, у овом тексту не мисли на ритуална пуштања крви која су практикована код неких народа, као нпр. крвављења која су изводили припадници оба пола из виших друштвених слојева Маја, путем ритуалног засецања језика, усана или гениталија да би тако „ступили у духовни контакт са боговима и својим краљевским прецима“

## Историја
Људи су крв одувек сматрали нечим веома важним и загонетним, па је зато она изазивала посебно интересовање код људи. Да је то тако говори податак да се  реч „крв“ и из ње изведене речи у Библији помињу 460 пута, јњер је за религију крв значила живот, а срце љубав и душу.
Пуштање крви се заснивало на веровању да се њим поправља поремећена равнотежа у телесним соковима („хуморима“) и да се њим одстрањују сувишна количина крви и штетни димови („пнеуме“) који се нагомилавају у организму. Пуштање крви кроз је преко 2.000 година дугу историју медицине било је индиковано у лечењу скоро свих познатих болести, чак и очигледне анемије. Оно је извођено скарификацијом у комбинацији са вантузама, флеботомијом, венесекцијом (ретко артериотомијом) и применом пијавица. 
Сматра се да су прва терапијска пуштања крви почела да се примењују пре око три хиљаде година у старим цивилизацијама Египћана и Месопотамаца. Пуштање крви Египћани су примењивали око 1000. године п. н. е. а примењивао га је  и отац медицине Хипократ у 5. веку п. н. е, који је веровао да се попут менструације која је била у функцији „чишћења жене од лошег расположења“,  може примењивати и терапијско пуштање крви. Током Римског царства, грчки лекар Гален, који је био претплаћен на Хипократово учење, заговарао је пуштање крви које је ттребало да иницира лекар.
Популарност пуштања крви у класичном медитеранском свету појачана је идејама Галена, након што је открио да су не само вене већ и артерије испуњене крвљу, а не ваздухом како се у то време веровало. У његовом систему пуштања крви постојала су два кључна концепта. Први је био да је крв створена и потом потрошена; није циркулисала, па је могла да "стагнира" у екстремитетима. Други је био да је хуморална равнотежа основа болести или здравља, а четири хумора су крв, слуз, црна жуч и жута жуч, који се односе на четири грчка класична елемента ваздух, воду, земљу и ватру. Гален је веровао да је крв доминантан хумор и онај коме је најпотребнија контрола. Да би уравнотежио хумор, лекар би пацијенту или уклонио „вишак“ крви (плетору) или би му дао еметик да изазове повраћање, или диуретик да изазове мокрење.
Гален је створио сложен систем колико крви треба уклонити на основу старости пацијента, конституције, годишњег доба, времена и места.  Гален је веровао да симптоми плеторе укључују грозницу, апоплексију и главобољу. Крв која се пуштала је била специфичне природе коју одређује болест: артеријска или венска, удаљена или близу захваћеног подручја тела. Потом је Гален повезао различите крвне судове са различитим органима, према њиховој наводној дренажи. На пример, из вена на десној руци би се пустила крв за проблеме са јетром, а крв из вена на левој руци за проблеме са слезином. Што је болест тежа, то би више крви било пуштено. Грознице су захтевале обилне количине пуштања крви.
Пуштање крви су у разним историјским периодима практиковали свештеници, лекари, бербери или бербери-хирурзи, али и многи лаици. Најчешће је пуштано од пола до два литра крви, а некад и више. 
Џон Хантер је пуштање крви примењивао у лечењу запаљења и код апоплексије. У 18. веку пуштање крви је било јако популарно у Европи и Америци (у коју су пуштање крви донели досељеници у18. веку). Највећу популарност пуштање крви имало је око 1800. године, посебно код сеоског становништва у Америци, које је често самоиницијативно одлазило код лекара тражећи да им пусти крв.
Код далеко највећег броја болесника пуштањe крви је имало штетне последице по здравље болесника, таком да је код неких болесника пуштање крви било фатално или је највећим делом допринело таквом исходу. Такав исход утицао је на став да се пуштање крви у „западној“ медицини забрањени тек крајем 19. века.
У 20. веку, иако је сужен број индикација, у научној или. „западној“ медицини, пуштање крви је још увек практиковано у лечењу хипертензије, тешке срчане слабости и едема плућа, да би након бројних студија о штетности многе индикације временом биле напуштене.

### Пуштање крви у српској медицини
Да се пуштање крви практиковало у Србији у 19. веку сазнајемо из књиге др Аћима Медовића, који је 1867. године као „столоначелник“ у Санитетском одељењу Министарства унутрашњих дела држао предавања за „изучене бербере“ са циљем да се они обуче у пружању прве помоћи, после којих су полагали и испит, после кога им је било дозвољено да раде извесне лекарске услуге, пошто у то време Србија није имала довољан број лекара и зубара да задовоље потребе становништва на целој територији. За ту намену најчешће користе „сабљасте ланцете“, које се, као и „чарк“, „морају увек чисто држати, па чим се употребе, морају се добро убрисати...“ и „пазити да на њима не остане што од крви или ма какве друге влажности“. Медовић посебно наглашава да „ланцета буде фино наоштрена, да њоме управља јако увежбана и врло спокојна рука и да се ланцета ... исправно забоде“. Описао је и како се врши пуштање крви „из власастих мрежица“, скарификовањем и стављањем купица (вантуза) и остали потребни прибор. Разликовао је „крваво“ и „суво“ купичање.